# Brignoliolus caudatus
Espèce
Synonymes
- Coelotes caudatus de Blauwe, 1973

Brignoliolus caudatus est une espèce d'araignées aranéomorphes de la famille des Agelenidae.

## Distribution
Cette espèce est endémique du Liban. Elle se rencontre entre 1 400 et 2 600 m d'altitude.

## Description
La carapace de la femelle holotype mesure 5 mm de long sur 3,7 mm et l'abdomen 8,5 mm de long sur 5 mm.

## Systématique et taxinomie
Cette espèce a été décrite sous le protonyme Coelotes caudatus par de Blauwe en 1973. Elle est placée dans le genre Brignoliolus par Zonstein et Marusik en 2024.

## Publication originale
- de Blauwe, 1973 : « Révision de la famille des Agelenidae (Araneae) de la région méditerranéenne. » Bulletin de l'Institut Royal des Sciences Naturelles de Belgique, vol. 49, no 2, p. 1-111.